# Распятие (предмет)
Распятие — произведение искусства, как правило с рельефным или живописным изображением фигуры распятого Иисуса Христа, либо без изображения.
Изображение креста, на котором был распят Иисус Христос, является главным и обязательным символом христианской религии. Это изображение, называемое «распятием», обязательно присутствует в местах богослужений, у верующих дома, в качестве нательного креста. Оно используется в знак веры и верности Христу, принадлежности Церкви Христовой, а также служит средством благодатной защиты.

## Формы крестов
Хотя существует множество типов крестов, традиционно самыми распространёнными являются «латинские» или «православные» распятия, украшаемые фигурой Христа.

## Разновидности по назначению

### Архитектура

#### Накупольный крест
Крест, увенчивающий купол или шпиль храма, традиционно называется накупольным или же надглавным.
Накупольный крест отражает идею храма как Дома Божия и корабля Спасения.
В православной церкви на куполах используются восьмиконечные кресты (реже — четырёхконечные). В основании креста может помещаться полумесяц (цата), который в Византийской империи был государственным знаком. На Руси первые накупольные кресты с полумесяцами известны по церкви Покрова на Нерли (1165) и Димитриевскому собору во Владимире (1197). В христианстве полумесяц символизирует Богородицу. В богословских толкованиях полумесяц может означать также вифлеемские ясли, потир, крещальную купель.
Известны накупольные кресты, на которых, кроме полумесяца, изображены 12 звезд, образующих описанный в Откровении Иоанна Богослова образ Жены, облечённой в солнце (Откр. 12:1).

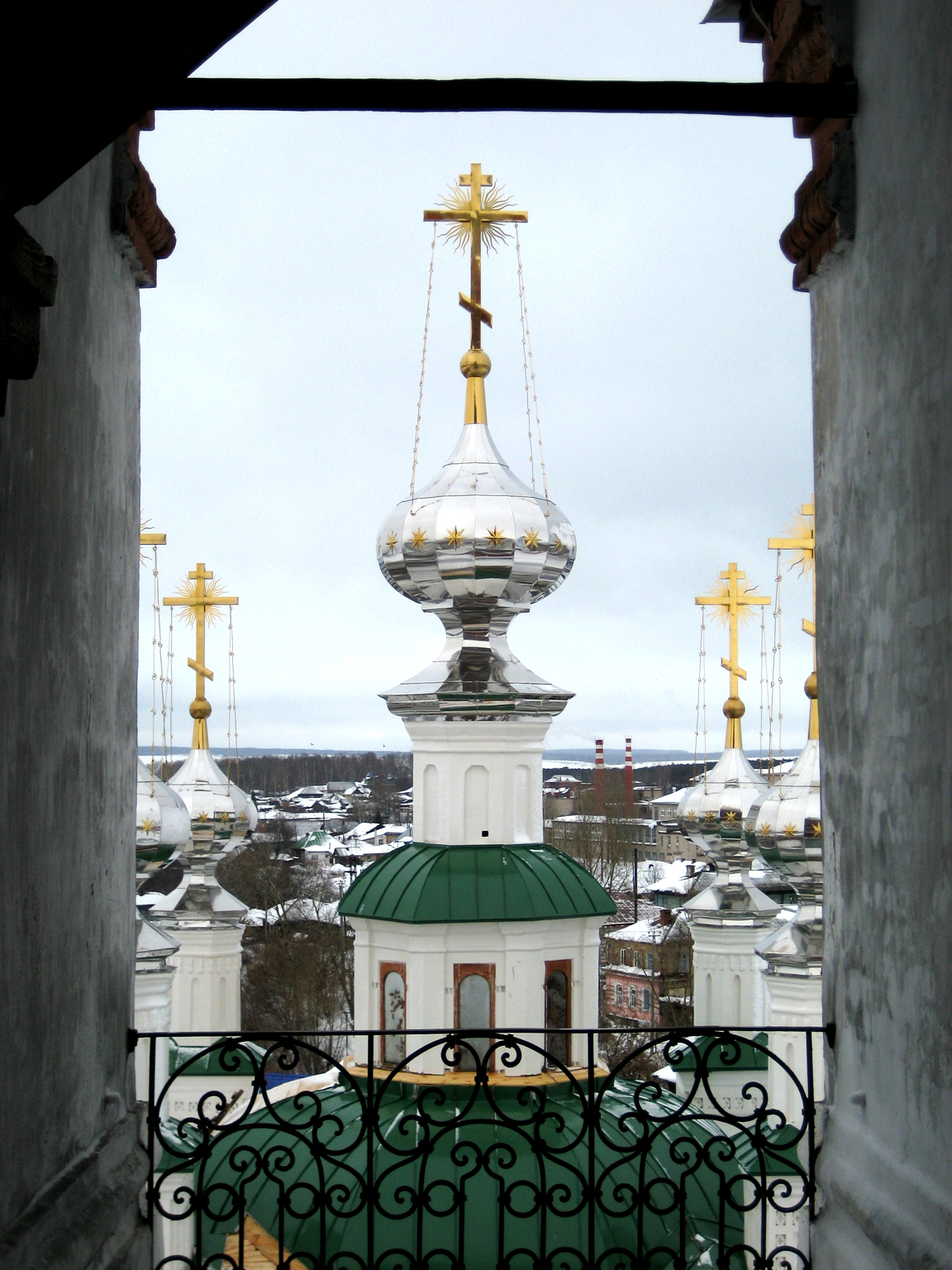
Накупольный крест. Кунгур
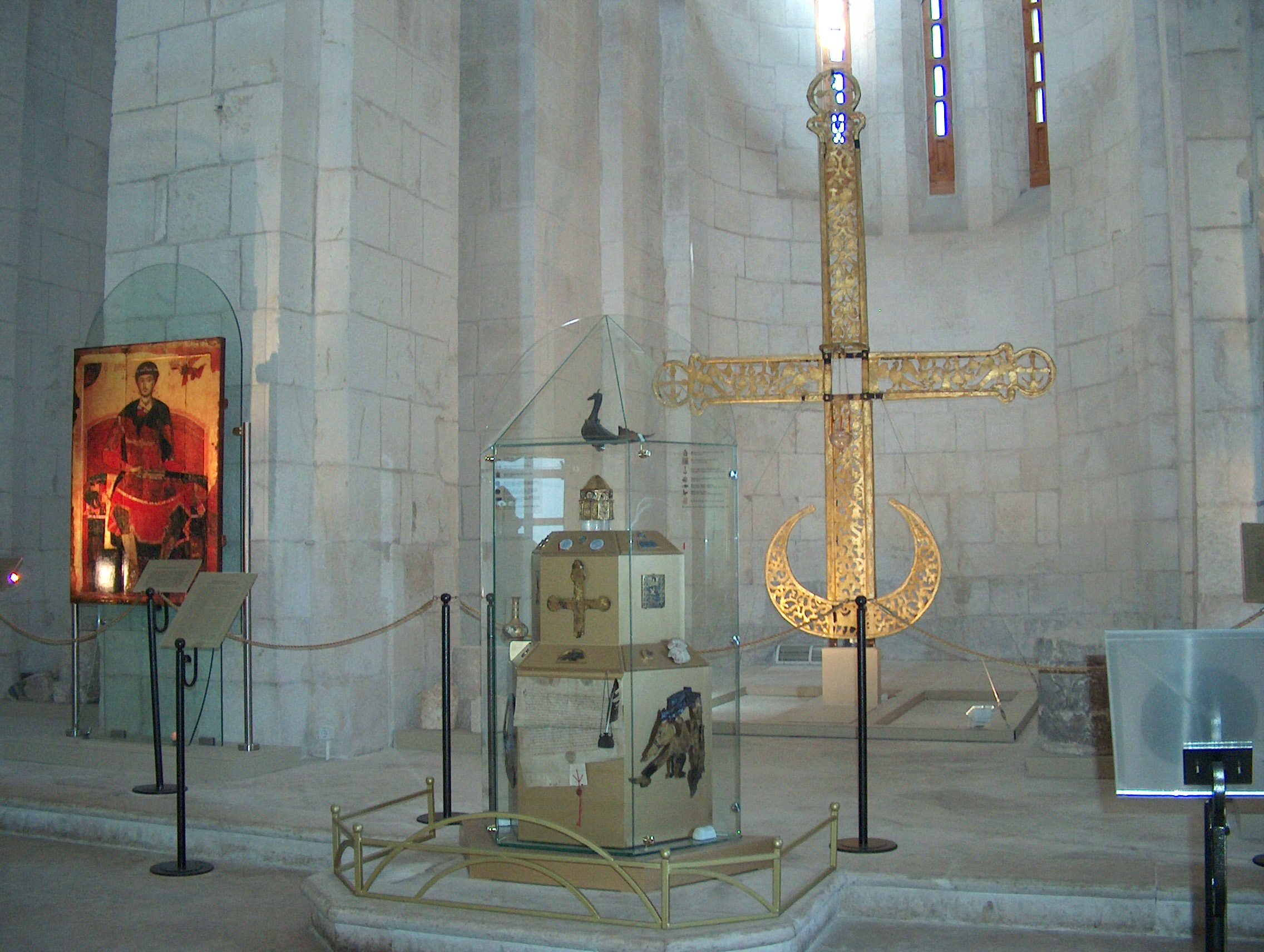
Старинный крест Дмитриевского собора во Владимире в экспозиции церкви.
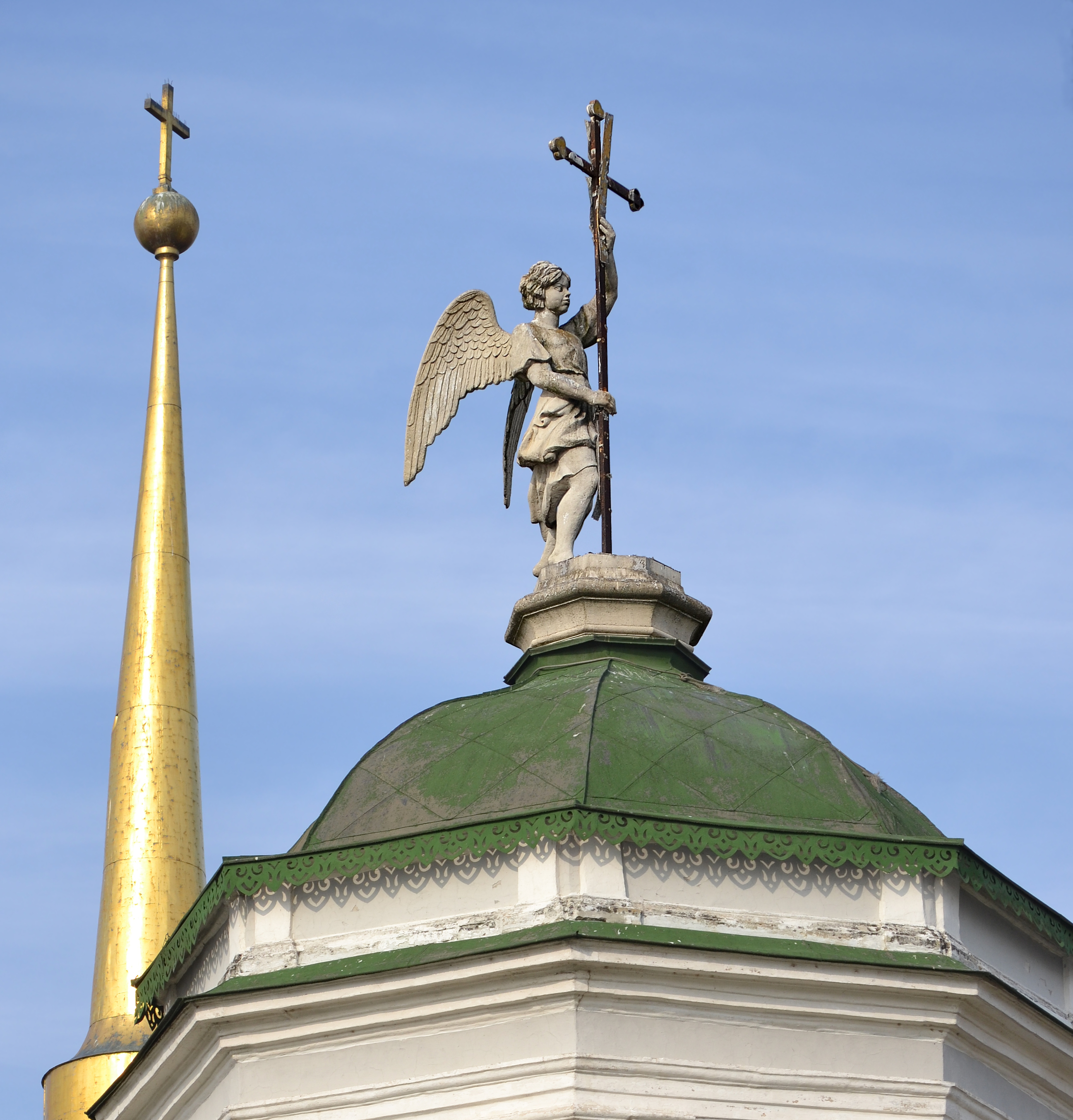
Церковь Спаса Всемилостивого в Кускове. Шпиль колокольни и фигура ангела с крестом на куполе церкви. Конец 1730-х гг.
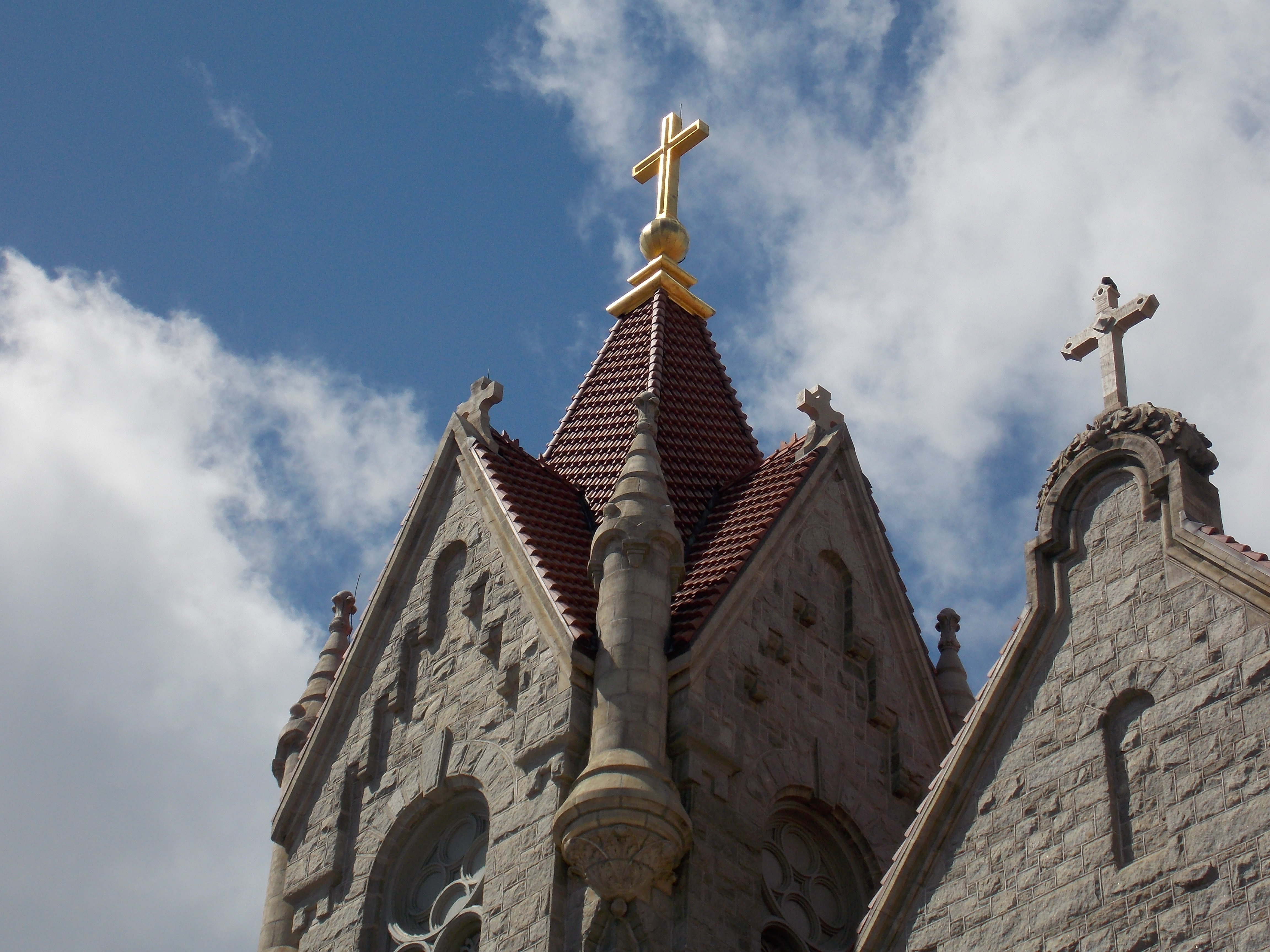
Католическая Церковь Святого Николая Толентинского, Атлантик-Сити (США)

#### Закладной крест
Закладной крест — рельефы с изображением крестов, которые вделывались в стены сооружений (см. Древнерусские каменные кресты) с различными мемориальными целями.
На Западе есть «кресты освящения» (Consecration cross) — небольшие памятные рельефы, обозначающие места, в которых епископ помазал здание во время церемонии его освящения

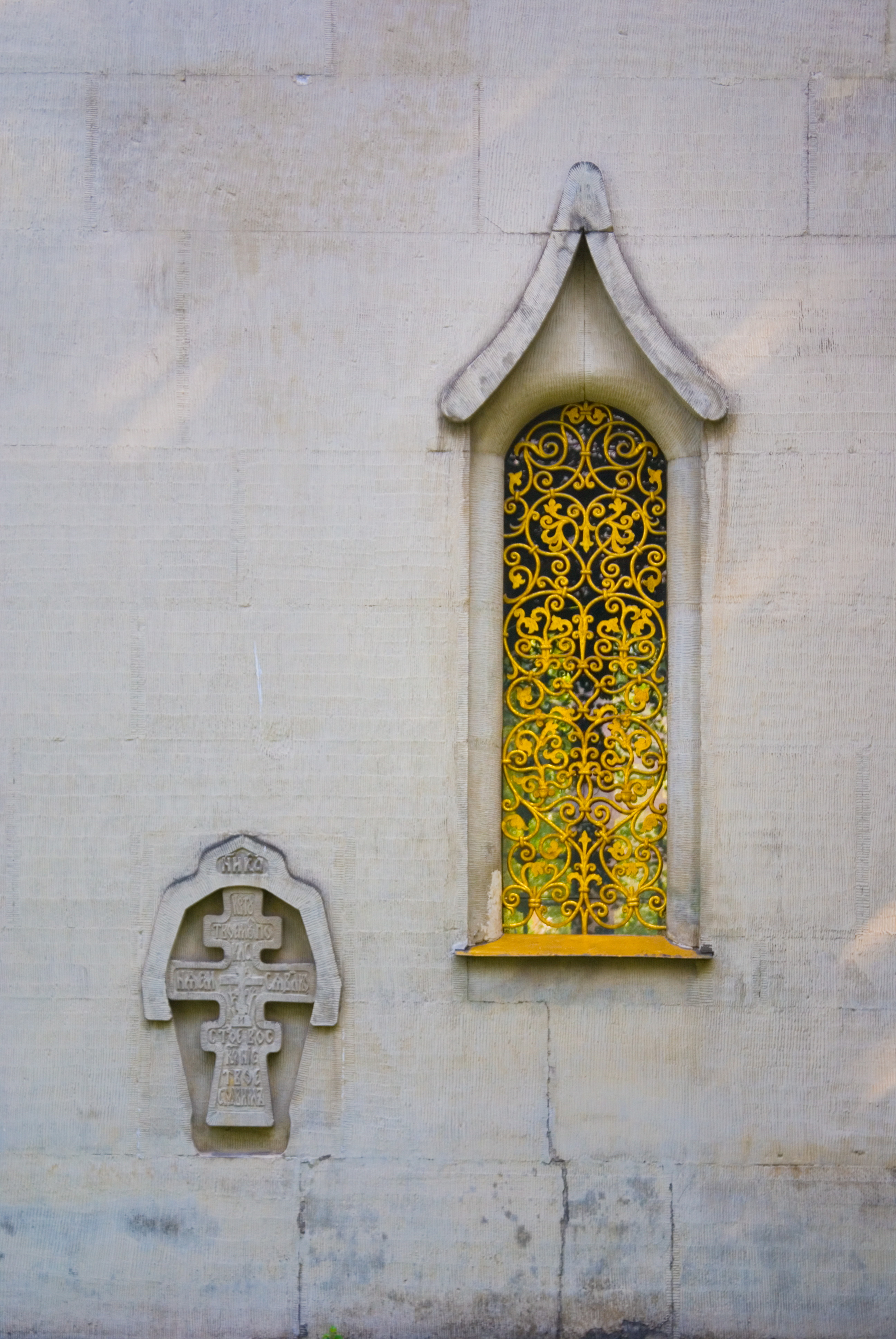
В стене собора Новодевичьего монастыря
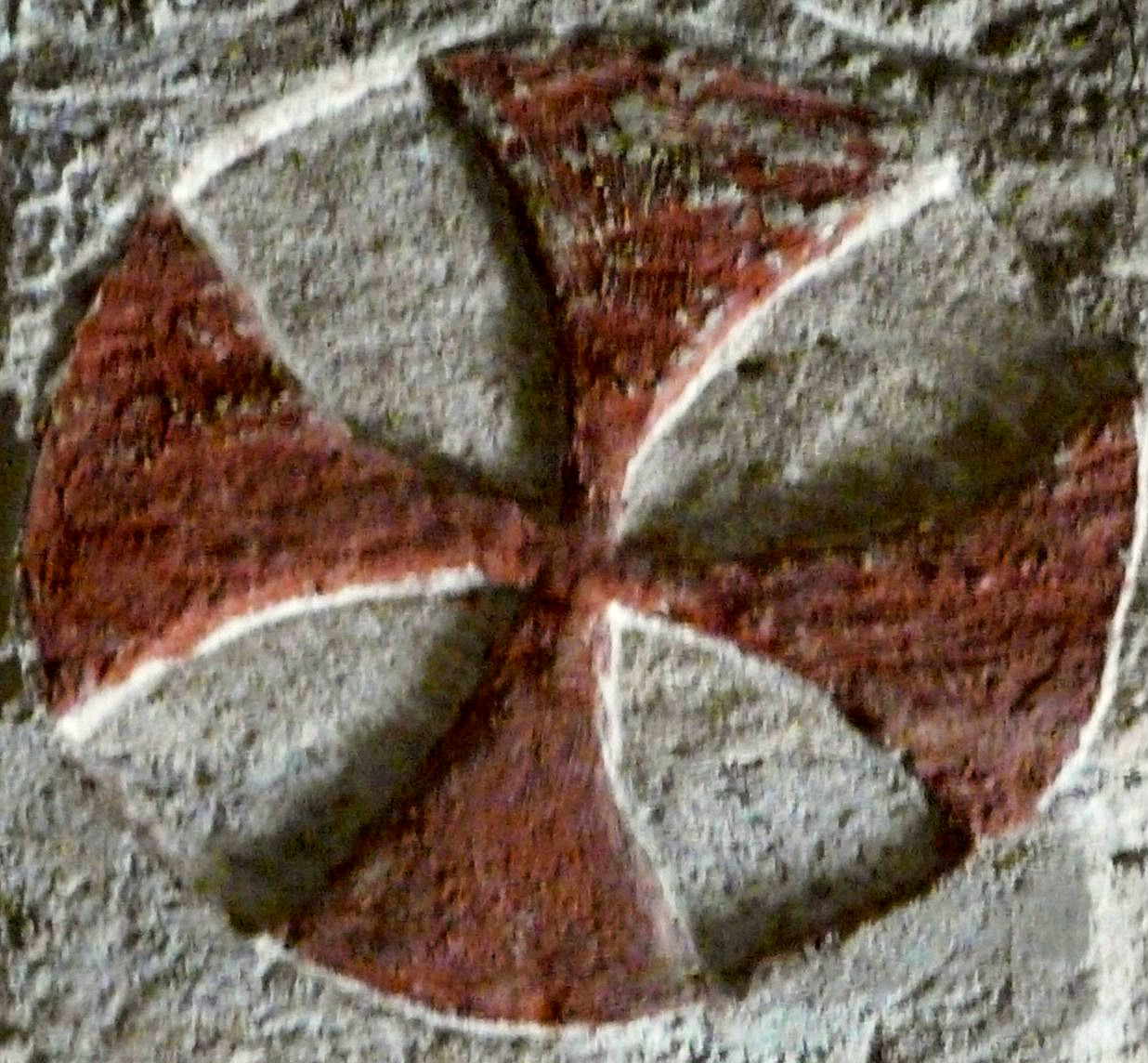
Крест освящения на стене французской церкви.

### Ландшафт

#### Поклонный крест
Поклонный крест (обетный крест) — уличный памятник.
Есть несколько видов поклонных крестов, которые различаются размером, функцией и причиной установки:
- Памятный крест: — памятник, ставился в память о важных исторических событиях, по случаю избавления от напастей, в честь воинских побед
- Примирительный крест (искупительный крест): на месте гибели христиан, в наши дни часто можно видеть на месте автоаварий (Conciliation cross и Memorial cross)
- Приметный крест: для ориентирования на местности — один из основных элементов навигационной практики поморов.

#### Придорожный крест
Часто ставились на перекрёстках. Характерны для русского Севера, также как и для многих других регионов. В русской традиции часто имели «крышу» из двух дощечек, а иногда и киот с иконой и лампадкой или свечой внутри. Их называли также «голубцами».
- Может обозначать одинокую могилу или место гибели.
- Может быть поставленным по обету («обетные кресты»)
- Может обозначать, что на этом месте прежде находилась церковь, ныне разрушенная (кресты-заместители храма). Место, где наоборот, храм будет построен, обозначается закладным крестом.
- Они могли быть межевыми крестами — ими отмечали въезд в город или село, а также границы (межи) сельскохозяйственных угодий. Сакральное предназначение — напомнить или предоставить возможность путникам помолиться и испросить благословения Божия на дальнюю дорогу.
- Приметные кресты служили ориентиром для мореплавателей[5].

С. В. Гнутова перечисляет по-другому: «существовали кресты поклонные (каменные и деревянные), стоявшие на развилках дорог в придорожных часовнях, а иногда и у церквей; кресты памятные и намогильные, в средокрестии которых часто вставлялись медные иконки».
На Западе бывают также:
- «Голгофа» (Calvary) — в странах западной Европы, в особенности во Франции, нередко можно встретить скульптурные группы, возвышающиеся вдоль дороги. Они называются Calvaire («кальвэр»), то есть «Голгофа». Такие придорожные кресты могут включать как полный набор действующих лиц сцены Распятия, то есть три креста с Иисусом и двумя разбойниками и Иоанном и Девой Марией у подножья, так и состоять из единственного креста.
- Проповеднический крест (Preaching cross) — на Британских островах христианский крест, который воздвигается на открытом воздухе для обозначения места проповеди. В Центральной Европе — Missionskreuz.
- Summit cross — крест на вершине горы, обозначающий её покорение и самую высокую точку
- Чумной крест (Plague cross) — обозначающий зараженный дом, захоронение жертв или прочее, связанное с чумой

По странам:
- Хачкары — Армения. Изначально были языческими. Часто бывают и рельефными, вделанными в стены
- Кельтский крест, см. типологию High cross (en).
- Buttercross и Market cross — в Британии ставились на рынках
- Падран — каменный столб (часто увенчанный латинским крестом) с изображением королевского герба Португалии и надписью. Падран устанавливался португальскими мореплавателями в ходе своих исследовательских экспедиций по освоению новых земель во времена Великих географических открытий в знак перехода этой территории под управление Португалии.
- Cruz atrial — в мексиканских монастырских постройках кресты, символически обозначающие центр города
- Saint Thomas Christian cross — христианские кресты в Индии и ближайших странах

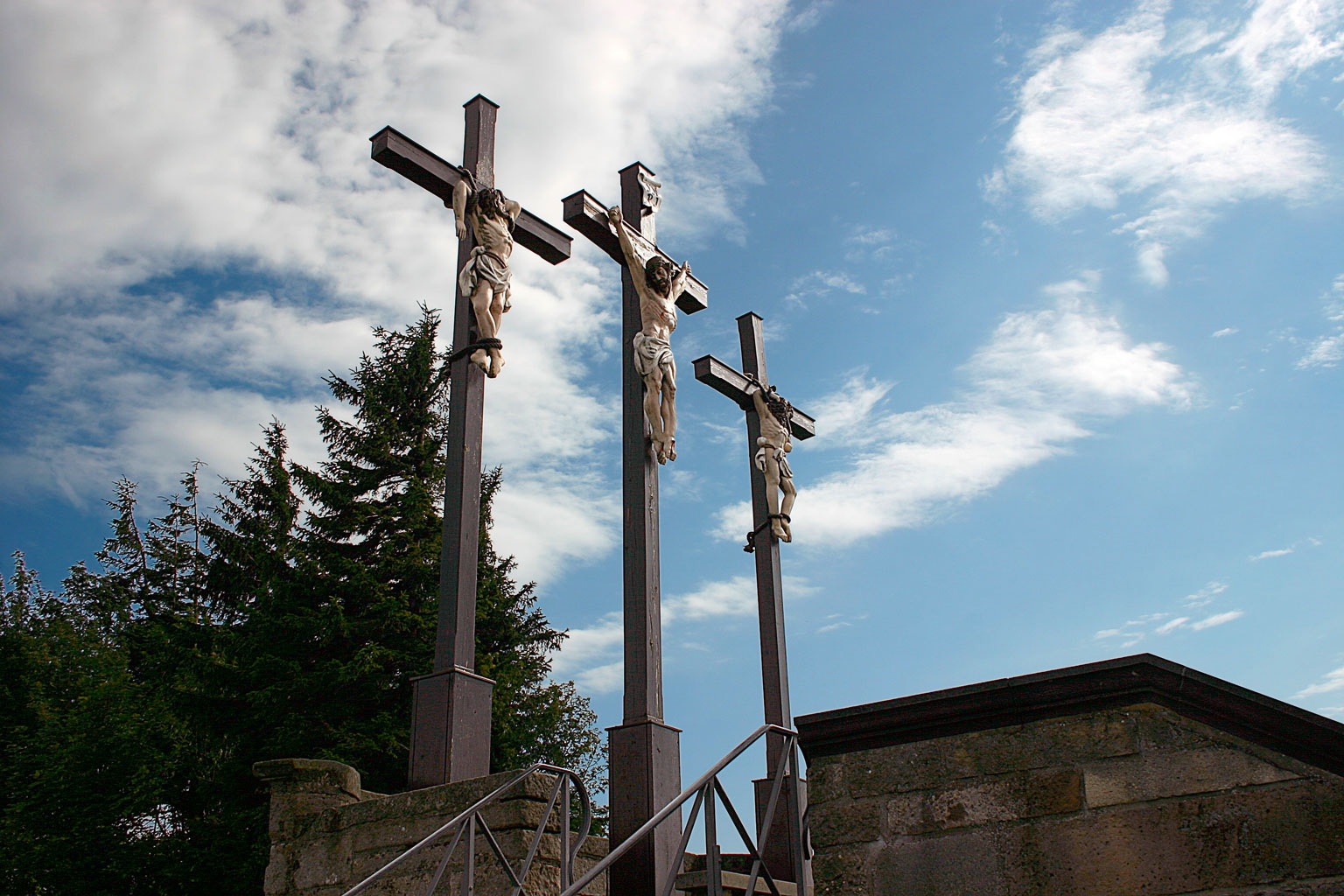
Придорожные кресты-"голгофы". «Kreuzberg» (Гора креста), Бавария
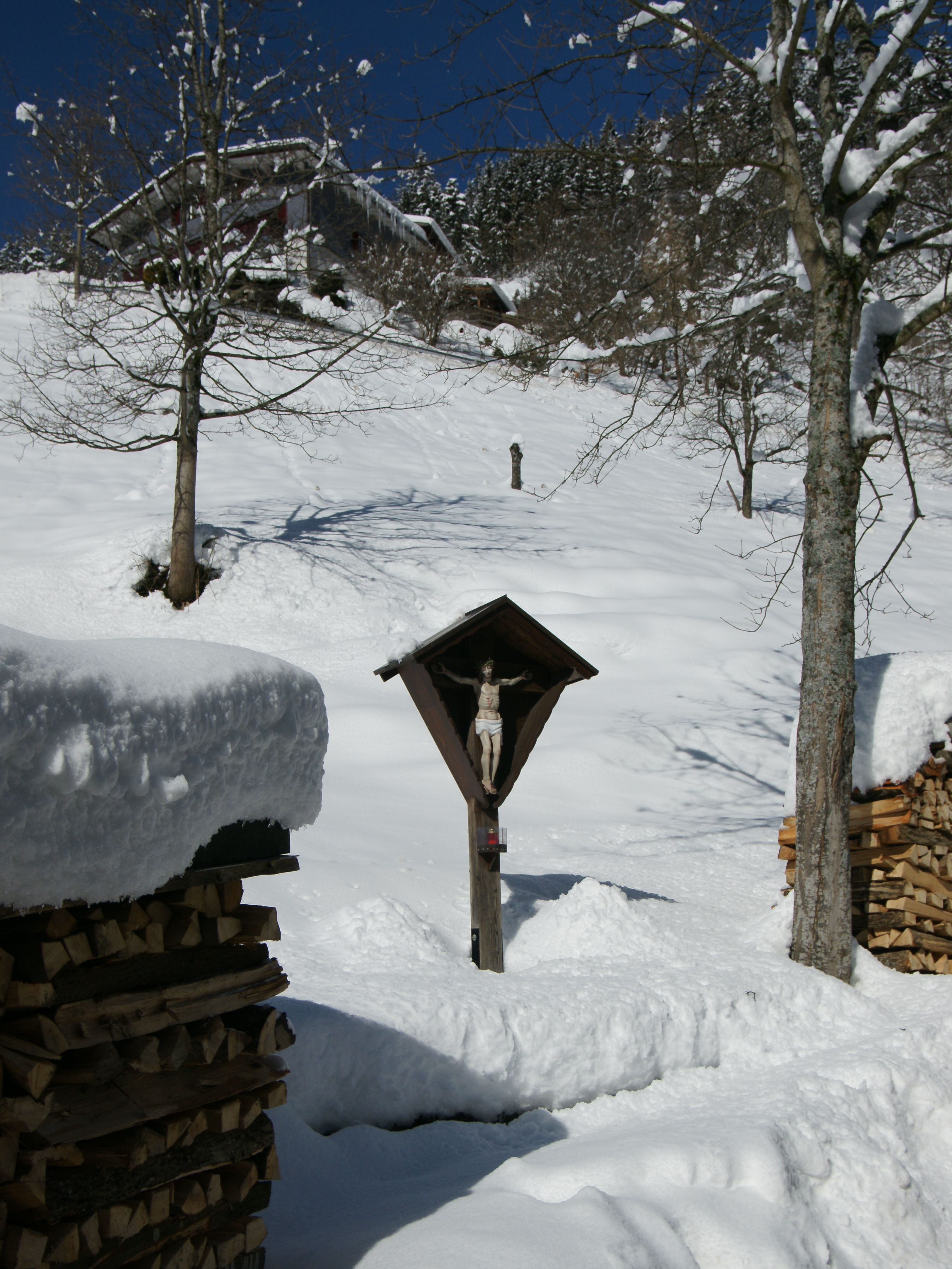
Придорожный крест, Австрия
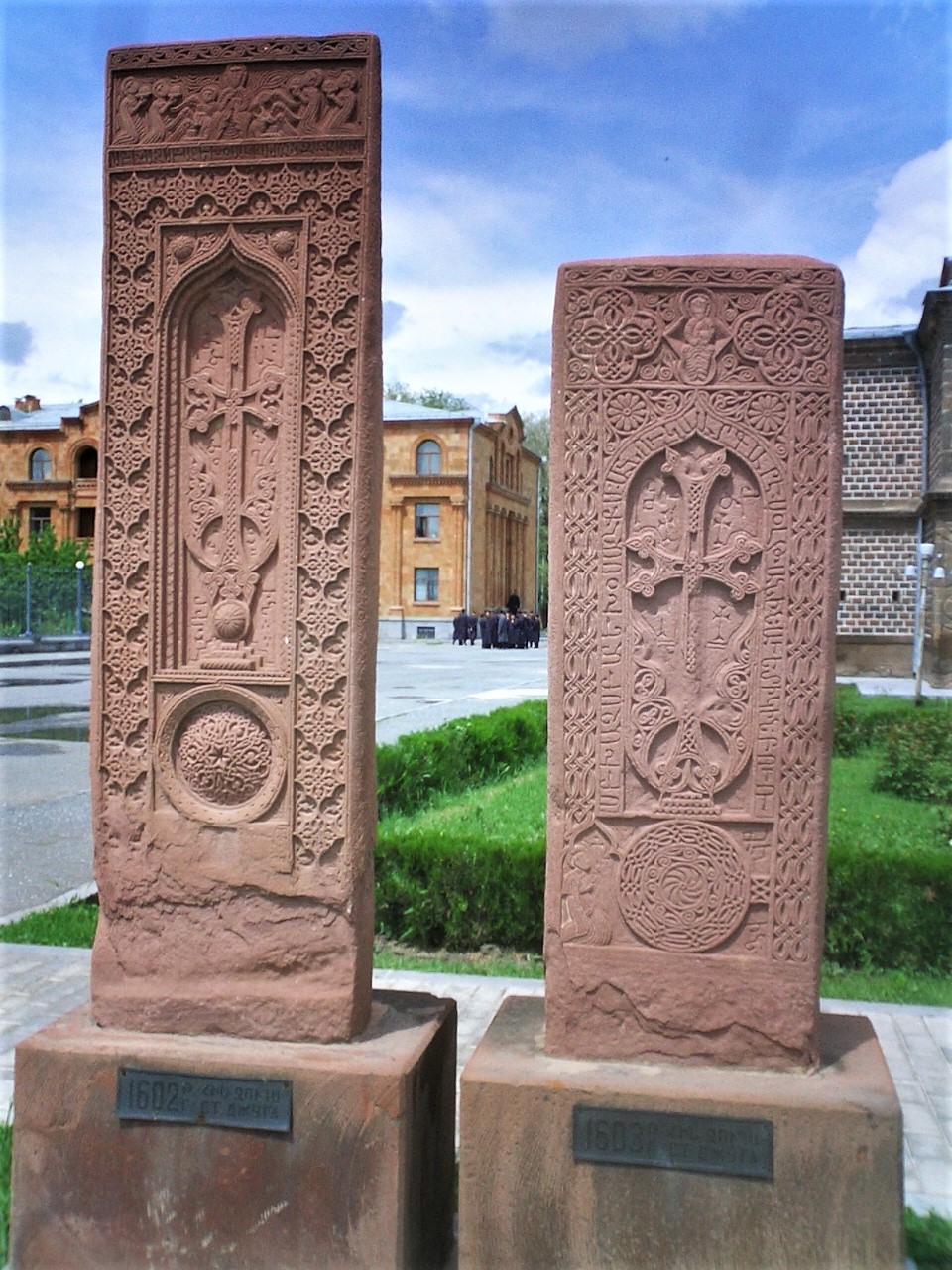
Хачкары
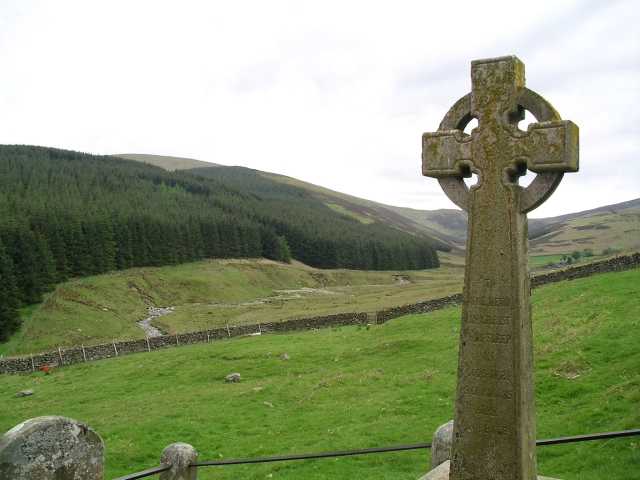
Кельтский крест
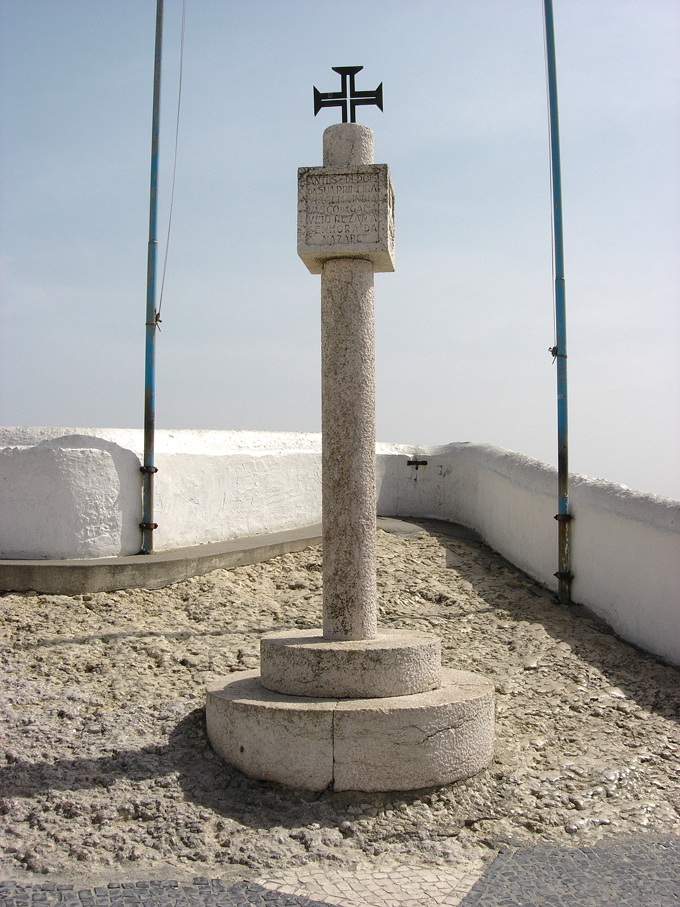
Падран

#### Надгробный крест
Надгробный крест — популярный тип надгробия. Устанавливается как символ того, что «тело умершего находится здесь, в земле, а душа — на небе, что под крестом сокрыто семя, которое произрастает для жизни вечной в Царстве Божием». Крест помещают у ног усопшего так, чтобы распятие было обращено к его лицу.
Голгофа — тип надгробной плиты в виде глыбы, увенчанной крестом, или плиты с отверстием, в которое вставляется крест, в память о горе

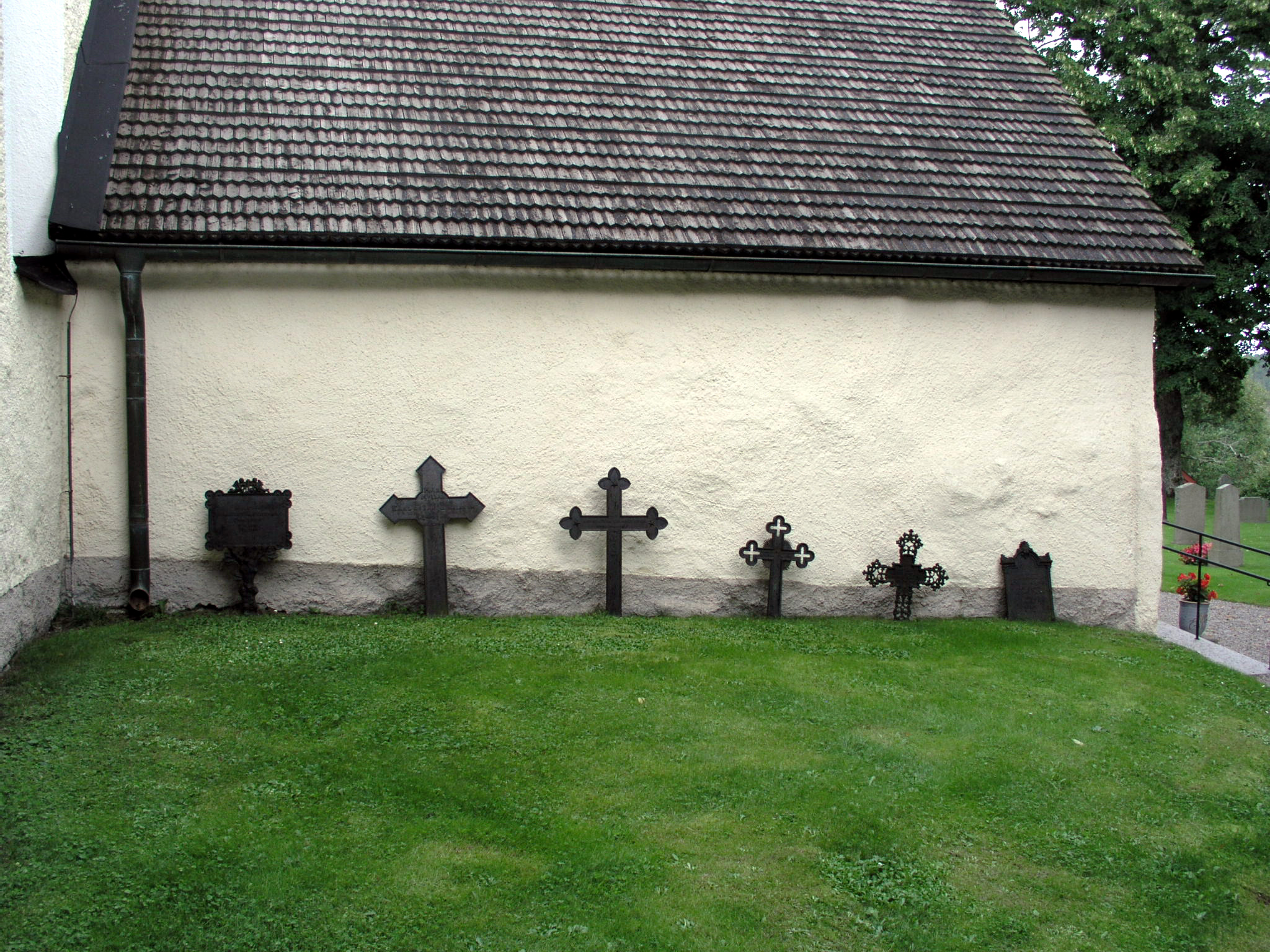
Кладбище, Швеция
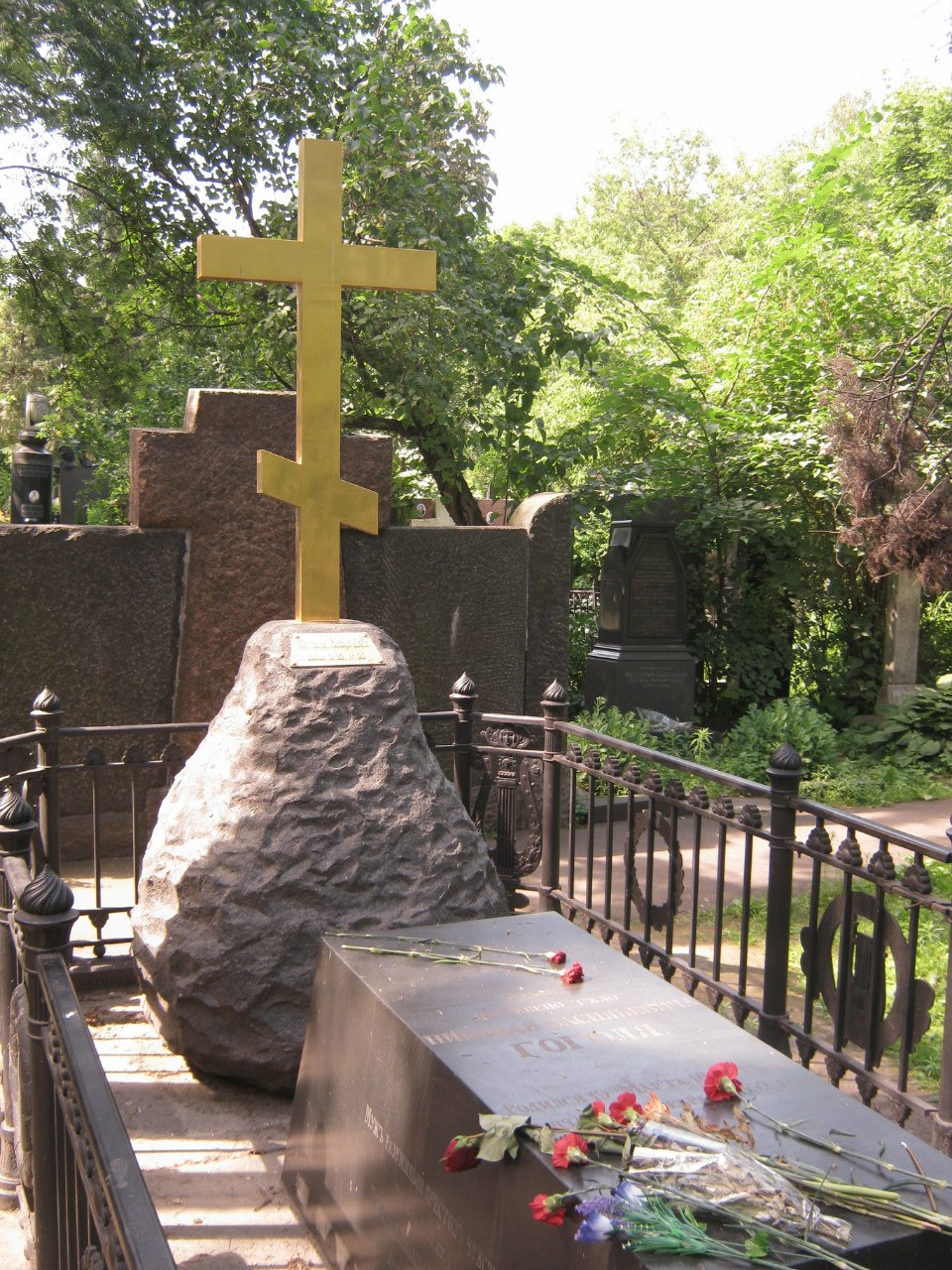
"Голгофа" на могиле Гоголя

### Утварь (в храме и в доме)

#### Алтарный крест
Алтарный крест — либо распятие на алтаре (напрестольный крест); либо хранящийся за алтарем запрестольный выносной крест, выносимый для церковных церемоний.

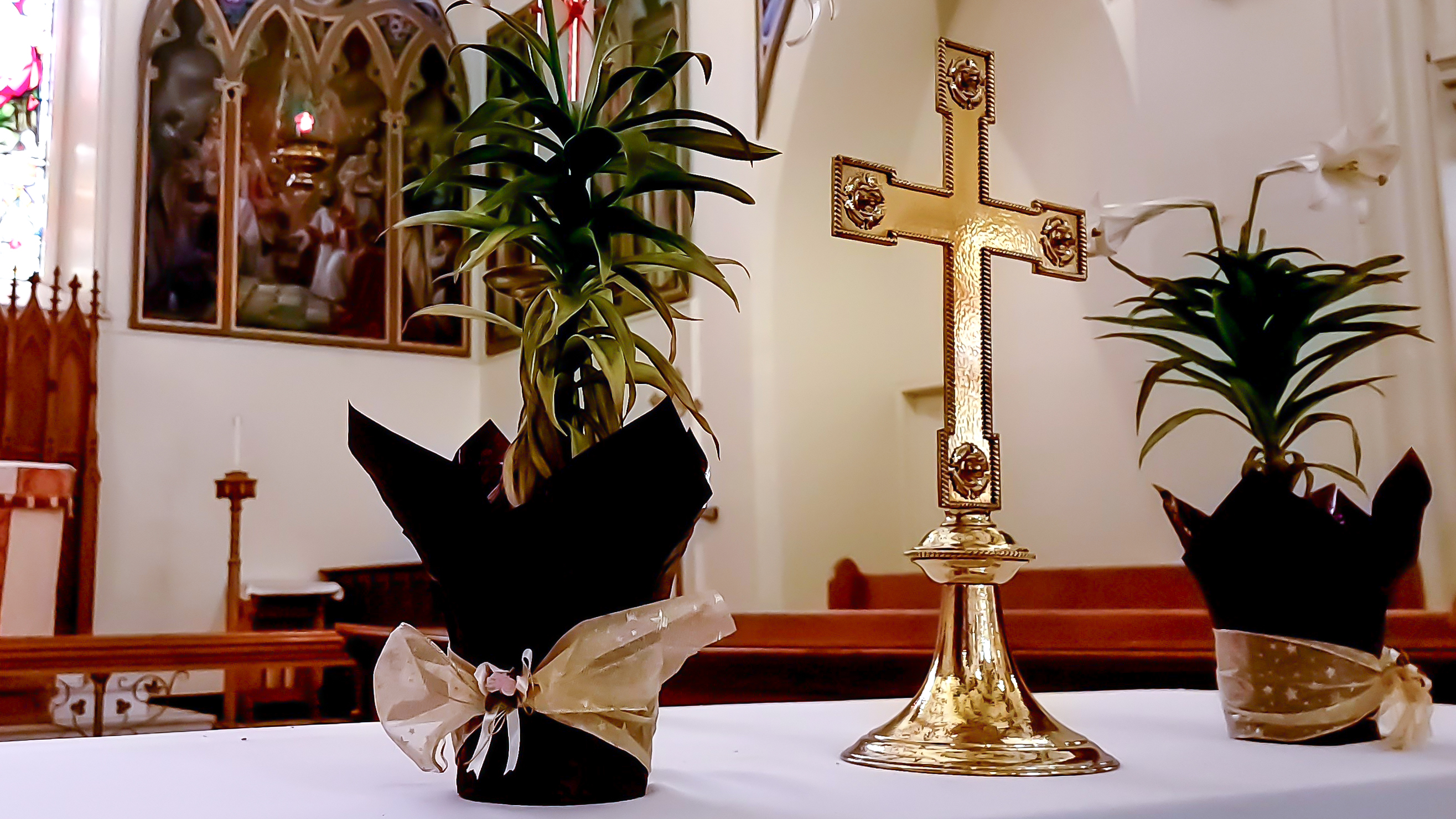

#### Напрестольный крест
Напрестольный крест — в Православной церкви распятие, хранящиеся вместе с Евангелием и антиминсом на престоле в алтаре храме. Упоминают разделение на аналойные и воздвизальные.
Многие напрестольные кресты являются произведениями ювелирного искусства, в некоторые из них, например, крест Евфросинии Полоцкой, помещают частицы мощей святых.

#### Надалтарный крест
Надалтарный крест (Rood) — элемент декоративного убранства храма, вешался на стену над алтарём, ставился на алтарную преграду или свободно крепился к потолку над ним. Более характерен для западных храмов.
Расписной крест — редкий пример расписного распятия, распространённый в Средневековой Италии.

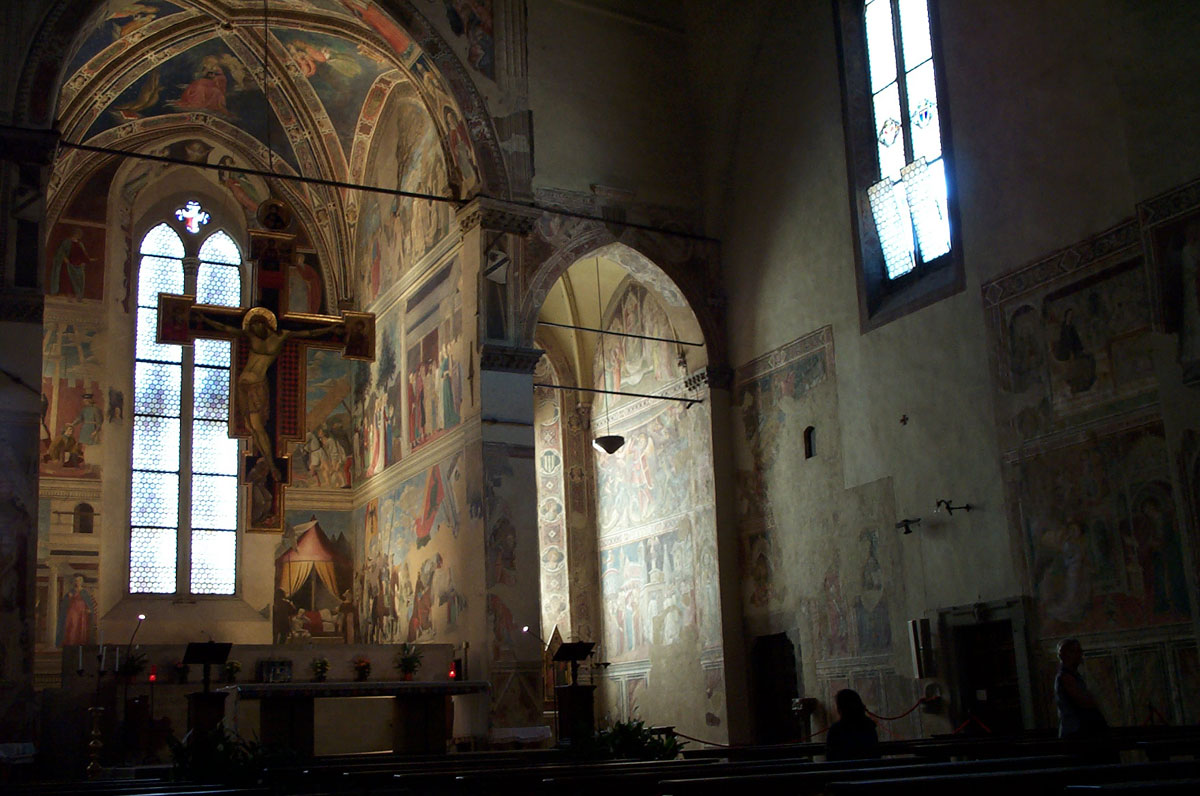
Надалтарный расписной крест. Капелла Баччи, базилика Сан-Франческо в Ареццо

#### Выносные кресты
Выносные (процессуальные) кресты (Processional cross) - носимые в крестных ходах. В православных храмах они именуется также запрестольными, так как хранятся в алтаре у восточной стены вместе с запрестольной иконой.
См. также Преднесение креста — привилегия предстоятелей православных церквей.

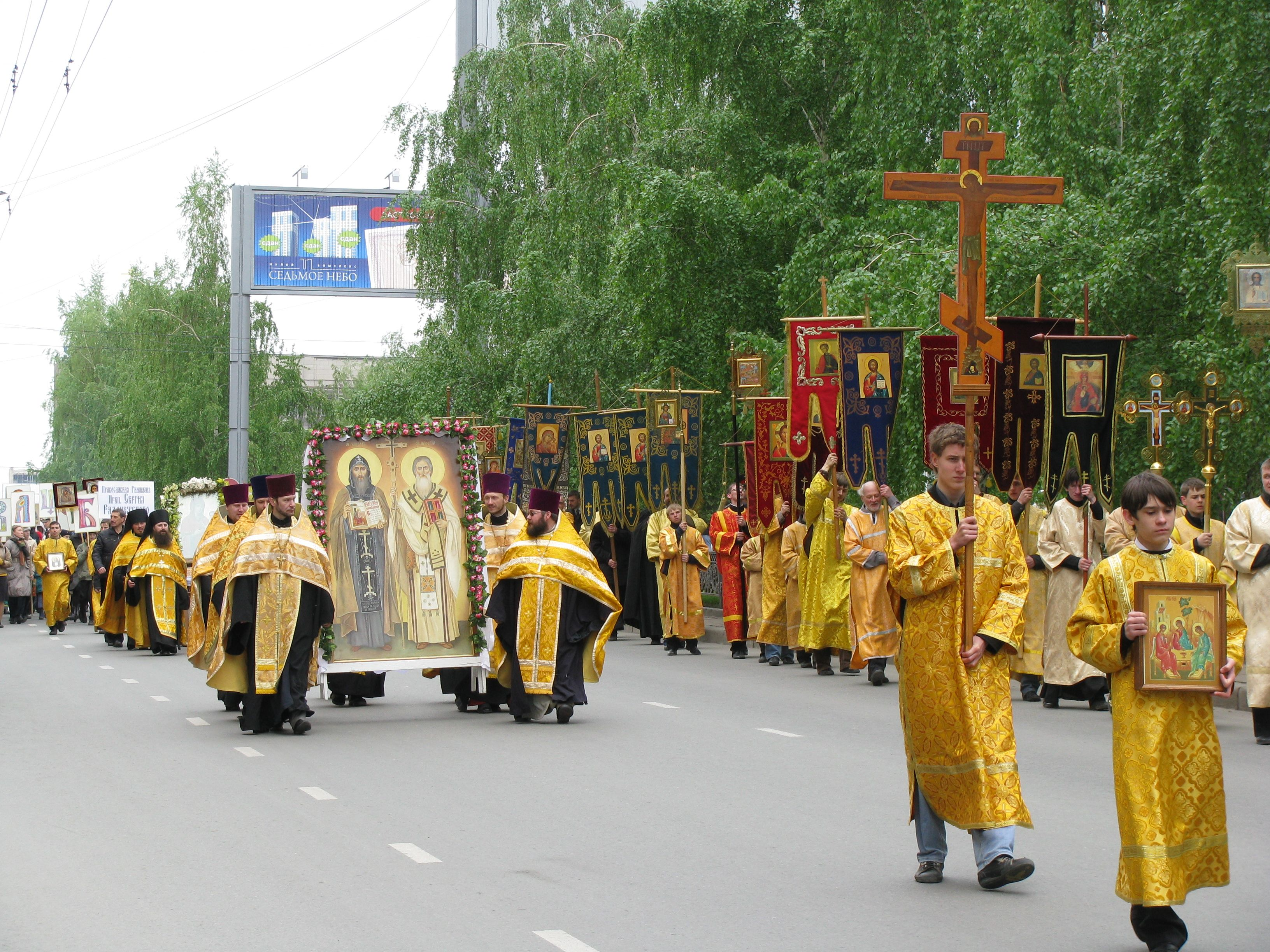
Крестный ход с несением креста

#### Кресты-мощевики
В христианстве мощевики (реликварии) могут иметь самые разнообразные формы, и крест — одна из самых популярных. В частности, часто такими бывали мощевики-энколпионы (которые часто носились как наперсные и нательные кресты).
Либо мощевики любой формы могли иметь изображение креста.
Также частицы мощей вкладываются в алтарные кресты и прочую утварь.

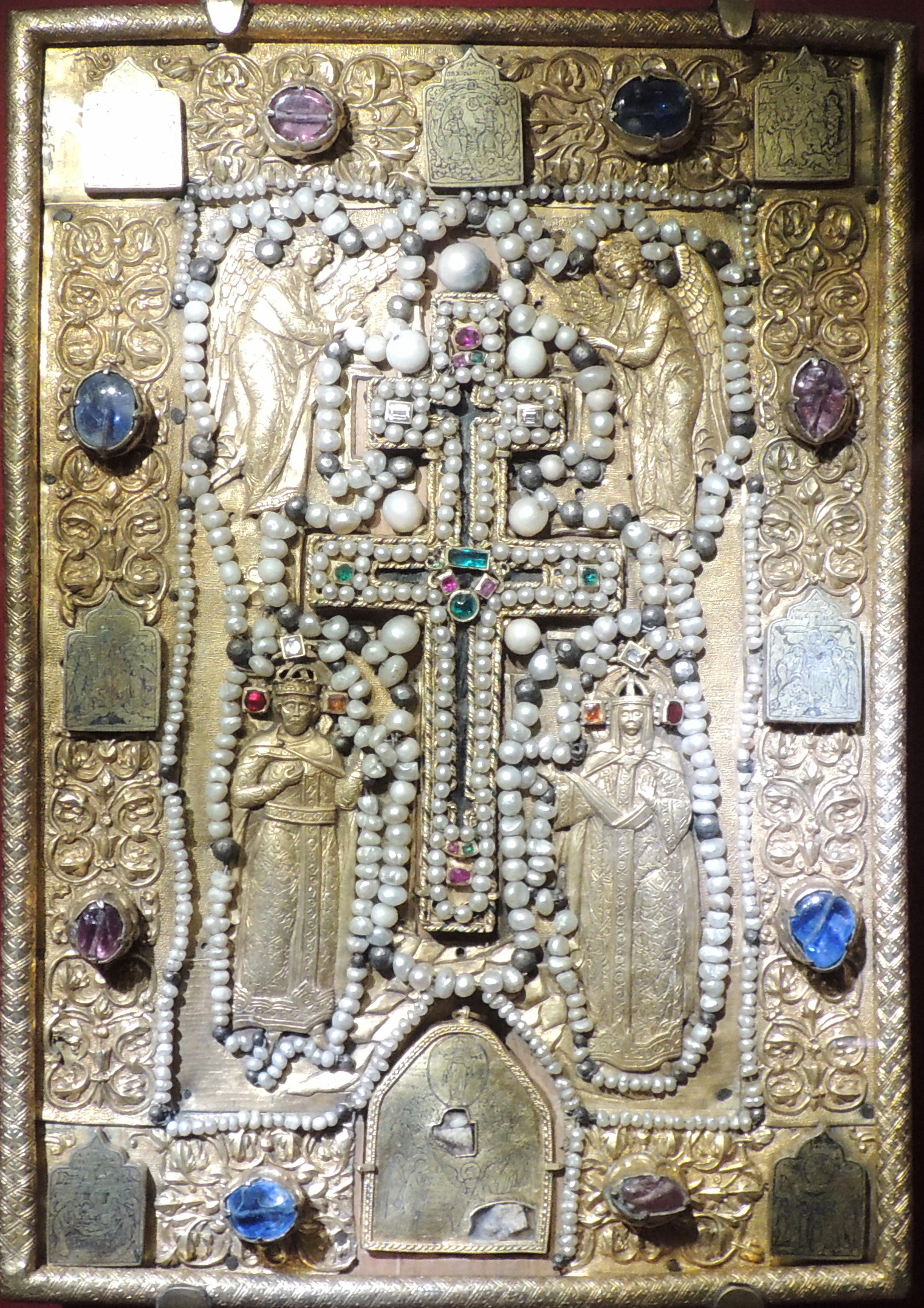
Мощевик «Ковчег князя Ивана Хворостинина» с частицей Животворящего креста. 1621

#### Настенные распятия
Используются и в храмах, и в жилых интерьерах как символ веры и «оберег».

#### Алтарные образы-распятия (картины)
Картины с изображением сюжетных сцен Распятия Христова. См. Распятие (иконография).
Создавались для интерьеров храмов как предмет культа, со временем попадают в интерьеры коллекционеров и светские музеи.

#### Прочая утварь
- Канун (панихидный столик) — в православных храмах распятие с предстоящими помещают на канунах — прямоугольных подсвечниках в виде столика[9]. На него ставят свечи об упокоении, а также кладут приношения для поминовения усопших (кутия, хлеб, и т. п.). Перед канунами совершают панихиды.
- Sterbekreuz — в католической церкви распятие, которое дают целовать умирающему после таинства.
- Schwörkreuz — крест в суде, на котором приносили присягу.

### Гардероб

#### Наперсный крест
Наперсный (или нагрудный) крест — распятие, носимое представителем духовенства «на персях», то есть на груди поверх одежды.

#### Нательный крестик
Разновидностью наперсного креста является нательный крестик.
Нательный крест, «тельник» — распятие маленького размера, обычно получаемое человеком во время обряда крещения от крестных родителей. Носится под одеждой, не напоказ.

#### Наградной крест
Крест — награда (орден) в виде креста, по сути к распятиям не относится, хотя многие из ранних орденов, будучи знаками религиозных конгрегаций (церковных рыцарей), в знак веры имели его форму Распятия. Фигура распятого Христа не изображается (распятым изображается только апостол Андрей на ордене святого Андрея Первозванного, косой крест).

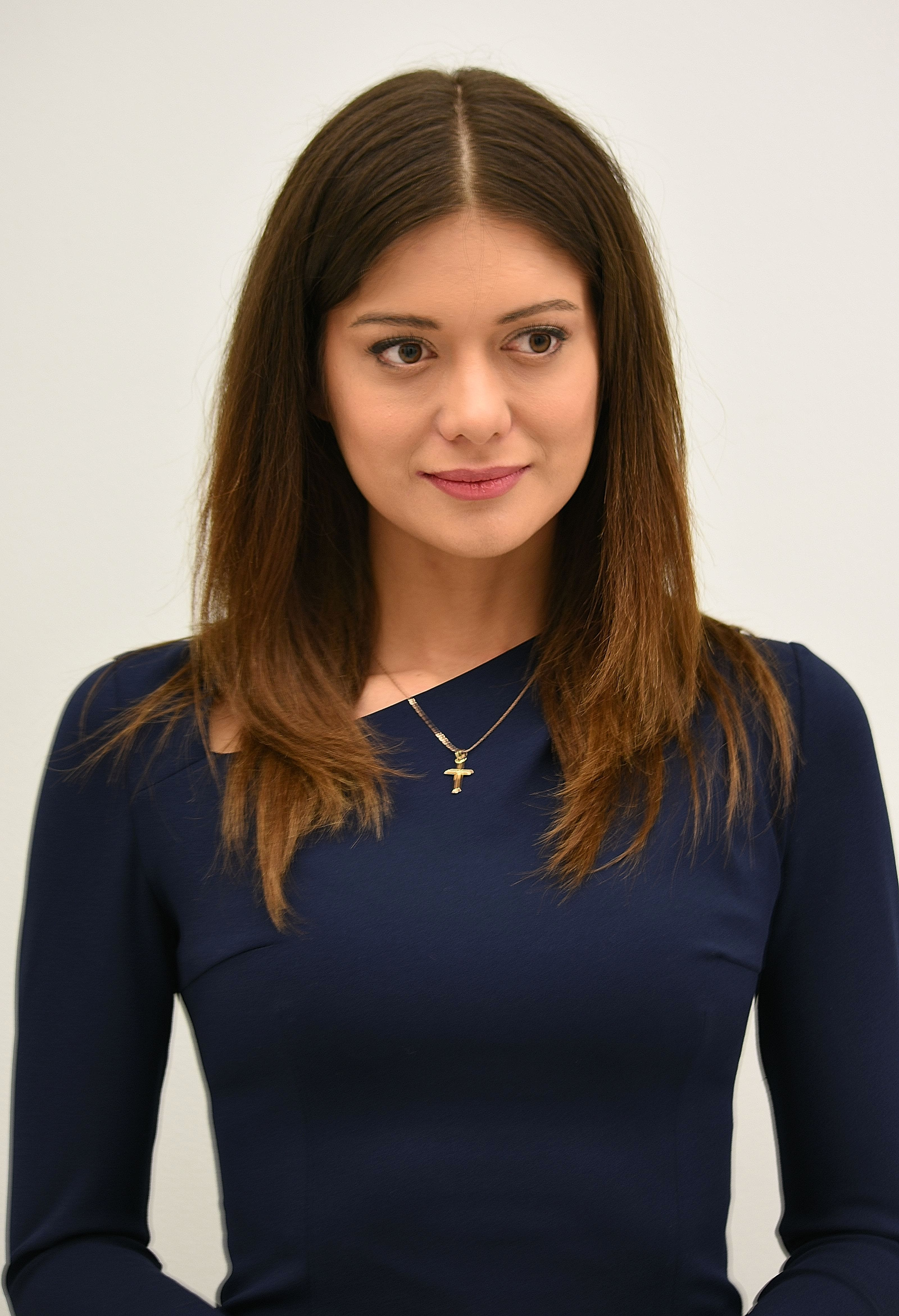
Нательный крестик
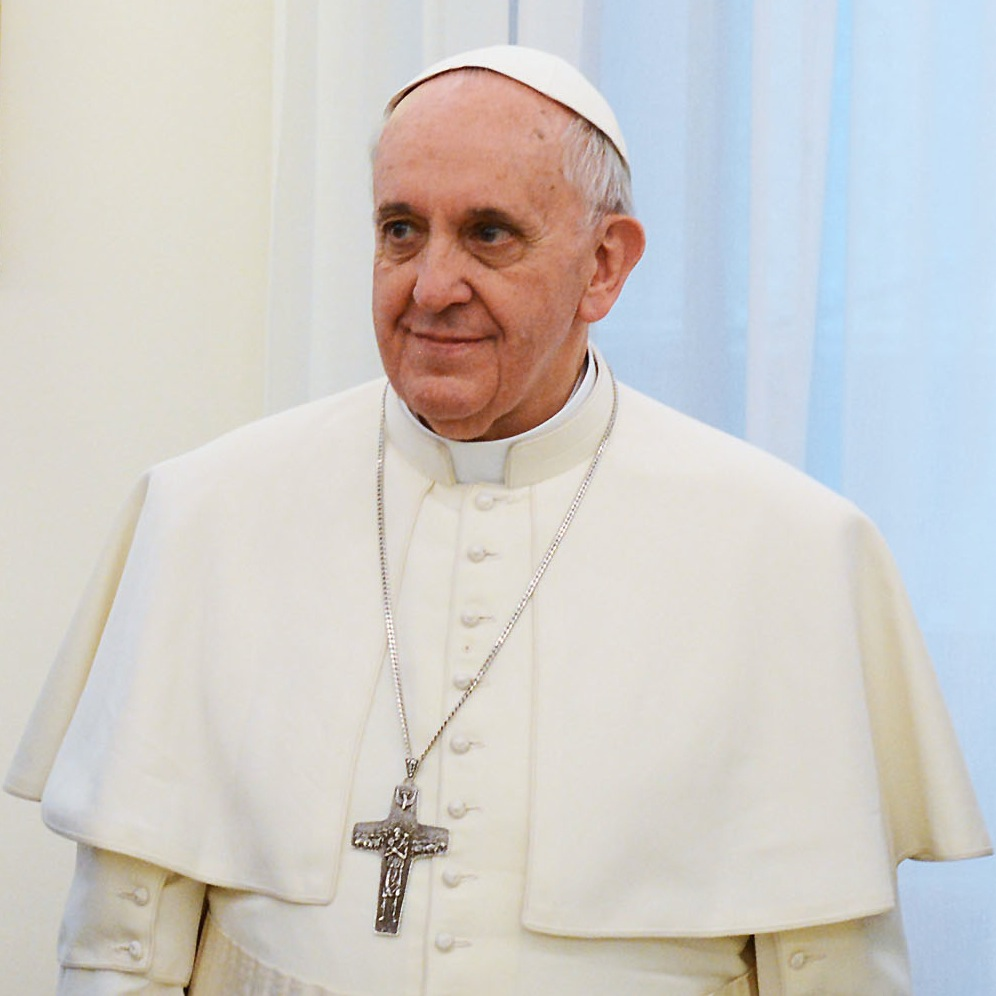
Наперсный крест
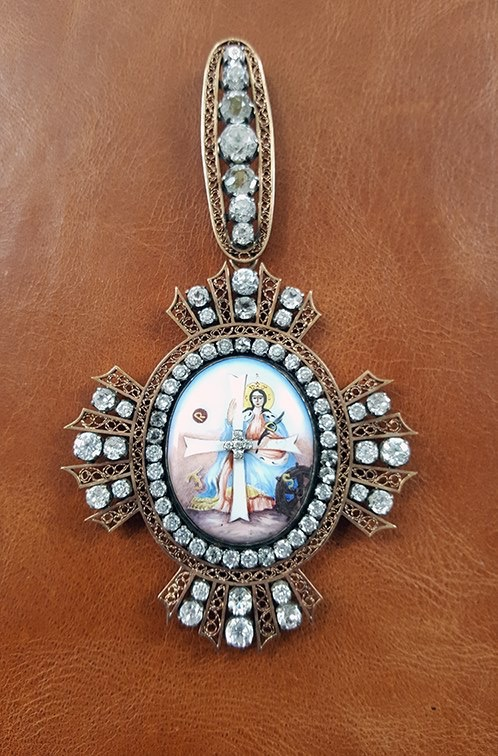
Орден Святой Екатерины: на миниатюре святая держит в руках большое распятие, выложенное бриллиантами.